# Carmen Selves
Carmen Selves, née Maria Carmen Selvas Baltierrez à Manrèse le 4 janvier 1931, est une peintre catalane contemporaine.

## Biographie
Carmen Selves est née à Manresa.
Spécialisée dans le portrait à la peinture à l'huile, bien que pianiste, elle rejoint l'école de Sant Jordi à Barcelone en 1952, dont elle est diplômée en 1955. Ses premières peintures à l'huile furent peintes à 9 ans, sans doute fut-elle influencée par sa mère qui possédait des dons artistiques. Fille de Joan Selvas i Carner et de Carmen Baltierrez i Clotet, elle a vécu l'après-guerre au début de sa carrière, étant complètement en dehors de toute orientation politique mais souffrant des conséquences de la situation. À l'âge de seulement 14 ans, elle peint un paysage rural de la Sierra de Castelltallat ; elle reçoit une mention spéciale à un concours de peinture de la paroisse de Sant Josep de Manresa et est reconnue comme peintre de talent par le critique Ferran Hurtado Sanchis. Cela la pousse à étudier la peinture non seulement à Manresa, étant un peintre actif du Cercle artistique de Manresa, mais aussi à Barcelone.

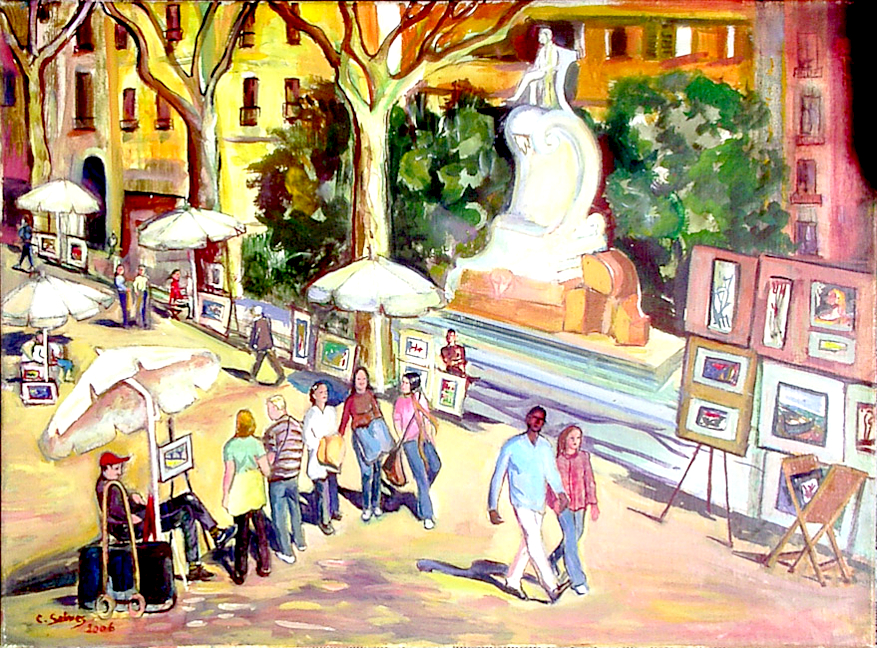
Rambla dels artistes (2010).

À l'École de Sant Jordi, elle a eu comme enseignants des peintres renommés tels que Francisco Ribera Gómez, Josep Puigdengolas Barrella ou Ernest Santasusagna i Santacreu. Mais la plus grande influence, laissant de côté les classiques qu'elle connaît très bien, elle l'a reçue de son tuteur après l'achèvement de ses études, celle d'Evarist Basiana i Arbiell et sa théorie unique de la couleur qui est appliquée dans certaines des peintures de la jungle. Beaucoup plus tard, en 1992, pour son intérêt personnel et aussi pour répondre aux exigences académiques du baccalauréat, elle a rédigé une dissertation sur le peintre Lluïsa Vidal i Puig.
En 1979, elle obtient un diplôme d'archéologie à l'Université de Barcelone. Elle a aussi travaillé au Musée d'Art de Montjuic.

### Vie privée

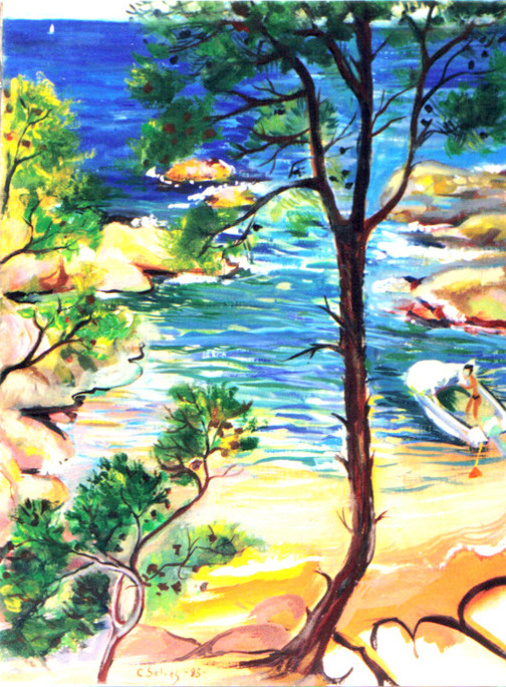
Costa Brava, Platja d'Aro (1985).

Mariée à Josep Maria Vicente Esforzado, elle a eu 4 enfants et de nombreuses obligations qui ont rendu sa présence dans le monde des expositions, entre 1957 et 1994 environ, plus rares.

## Évolution du style de l'œuvre
D'abord portraitiste, à sa première étape, elle possède un style à mi-chemin entre l'expressionnisme figuratif et l'impressionnisme. Ensuite, son portrait et sa vision sont plus symbolistes et elle utilise toujours d'autres techniques en plus de la peinture à l'huile : peintures murales, céramiques, acryliques et autres. Elle participe graphiquement et sous d'autres formes (scripts, voix, direction, production, etc.) à la création d'animations informatisées dans un style inhabituel et fait même un jeu vidéo chaque fois que les thèmes fournissent un message clairement positif. Elle pratique également les thèmes de paysages, marin et rural ou simplement floral et animal, utilise des thèmes urbains et de nature morte. Elle illustre des livres interactifs pour enfants dont elle publie elle-même des éditions limitées.

## Expositions
Elle a exposé en Finlande, en Espagne, en France, au Japon, à New York entre autres,.
- 2015 : Musée Gustavo de Maeztu de Estella[4]
- 2018 : ESART Galerie[5]